# Marinos z Tyru

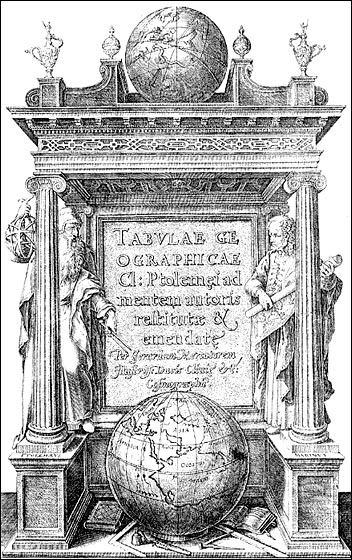
Klaudiusz Ptolemeusz i Marinos z Tyru przedstawieni na stronie tytułowej Tabulae Geographica Gerarda Merkatora (1578)

Marinos z Tyru (zm. II wiek n.e.) – starożytny geograf, cytowany przez Al-Masudiego, a przed nim przez Klaudiusza Ptolemeusza w Geographike hyphegesis. Jako pierwszy określił położenie krajów i poszczególnych miejscowości według stopni długości i szerokości geograficznej. Dokładnie opisał północne wybrzeże Europy.